# Marthe (Voyage au centre de la Terre)
Pour les articles homonymes, voir Marthe.
Marthe est un personnage secondaire du Voyage au centre de la Terre de Jules Verne

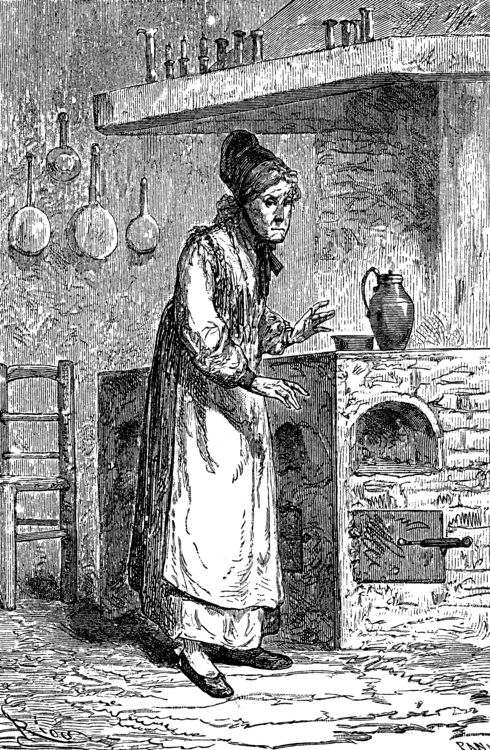
La bonne Marthe par Édouard Riou.

## Le personnage
Vieille cuisinière et domestique d'Otto Lidenbrock, de souche allemande. Vivant sous le toit du savant, au 19 Königstrasse, c'est un cordon-bleu hors pair, si l'on s'en réfère au dîner qu'elle a préparé et dont Axel sera le seul à se régaler. Elle est souvent terrorisée par les lubies du professeur. Axel répugne d'ailleurs à la quitter, lui qui la surnomme régulièrement « la bonne Marthe », car elle l'entoure d'un confort douillet. Lorsque Lidenbrock entrepose dans l'allée de la maison les différents ustensiles qui lui serviront durant son voyage, la vieille servante ne sait plus où donner de la tête. Impénitente bavarde, elle révèlera au voisinage du quartier le but de l'expédition de son maître.

## Citations
- « La bonne Marthe dut se croire fort en retard, car le dîner commençait à peine à chanter sur le fourneau de la cuisine »[2].

- « - Non, bonne Marthe, il ne mangera plus, ni personne dans la maison! Mon oncle Lidenbrock nous met tous à la diète jusqu'au moment où il aura déchiffré un vieux grimoire qui est absolument indéchiffrable!

- Jésus! nous n'avons donc plus qu'à mourir de faim! »